# Anatomical Record
Anatomical Record (abrégé en Anat. Rec.) est une revue scientifique à comité de lecture. Ce journal mensuel publie des articles de recherches originales dans le domaine de l'anatomie et est la publication officielle de l’American Association of Anatomists.
D'après le Journal Citation Reports, le facteur d'impact de ce journal était de 1,542 en 2014. Actuellement, la direction éditoriale est assurée par Kurt H. Albertine (Université de l'Utah, États-Unis).